# Karl-Gerät
"Karl-Gerät" (040 e 041) (literalmente "engenho de Karl", em alemão), também conhecido como Thor e Mörser Karl, foi um obus autopropulsado alemão na Segunda Guerra Mundial, projetado e construído pela Rheinmetall. Foi a maior arma autopropulsada em serviço.  A sua munição mais pesada tinha 60 cm de diâmetro, 2170 kg de peso e o alcance do seu projétil mais leve de 1250 kg era de pouco mais de 10 km. Cada arma tinha de ser acompanhada por uma grua, um reboque de transporte pesado e vários tanques modificados para transportar munições.
Foram construídos sete obuses, dos quais seis entraram em combate entre 1941 e 1945. Foram usados para atacar as fortalezas soviéticas de Brest-Litovsk e Sebastopol, bombardear combatentes da resistência polaca em Varsóvia, participou na Batalha das Ardenas e nos ataques contra a Ponte de Remagen.  Apenas dois existem hoje, os outros foram destruídos após a guerra.

## Desenvolvimento
Em março de 1936 a Rheinmetall fez uma proposta de um obus super-pesado para atacar a Linha Maginot. O seu conceito inicial era de uma arma que seria transportada por vários veículos motorizados e montados no local, mas o longo tempo de preparação levou-os a mudar para uma arma autopropulsada (com motorização própria, sem a necessidade do uso de reboques) em Janeiro de 1937. Testes de condução exaustivos ocorreram em 1938 e 1939, utilizando o primeiro protótipo do blindado Neubaufahrzeug, um modelo em escala para investigar a pressão extremamente alta no solo e a condução de um veículo tão grande. Os ensaios de tiro ocorreram em junho de 1939.
Os testes de condução em larga escala foram realizados em Unterlüß , em maio de 1940. O General Karl Becker de Artilharia, esteve envolvido no desenvolvimento, de onde a enorme arma ganhou seu alcunho. 
No total, sete obuses Karl-Gerät foram fabricados. Os seis primeiros tiveram os apelidos "Adam", "Eva", "Thor", "Odin", "Loki" e "Ziu", já o sétimo, o protótipo de testes (Versuchs-Gerät), não possuiu apelido. A entrega dos seis veículos de produção ocorreu de novembro de 1940 a agosto de 1941.
Em Fevereiro de 1941, iniciou-se um debate sobre o aumento do alcance da arma. Em maio de 1942, foram requisitados canhões de calibre 54 centímetros (medida utilizada pelos alemães, equivalente a 540 milímetros). Esse novo morteiro iria ser denominado "Karl-Gerät 041", e foi ordenada a produção de seis veículos. Numa reunião com Adolf Hitler em março de 1943, afirmou-se que o primeiro Karl-Gerät 041 seria entregue em junho de 1943, e o terceiro, em meados de agosto. Apenas três dos canos de 54 centímetros foram efetivamente construídos, e podiam ser montados sobre as peças Nr. I, IV, e V, embora qualquer veículo pudesse ser convertido para utilizar o calibre menor.
Cerca de 22 unidades do Panzer IV Ausf. D, E e F foram modificados com uma estrutura capaz de transportar quatro projéteis, substituindo a torre por uma grua convertendo-se assim num "Munitionsschlepper" (transportadores/carregadores de munições). Dois ou três destes Munitionsschlepper foram designados para cada arma.

### Variantes
- Gerät 040: modelo original, equipado com um cano curto de 60 centímetros (600 milímetros).
- Gerät 041: modelo posterior, equipado com um cano longo (L/11.55) de 54 centímetros (540 milímetros).

## Transporte e locomoção

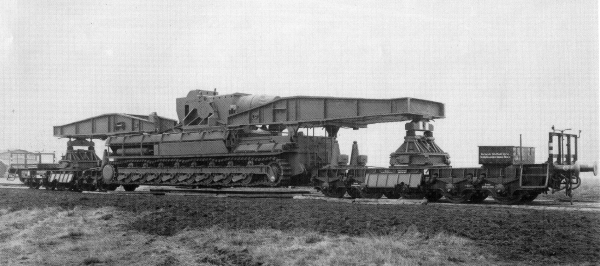
Um Karl-Gerät no seu transportador ferroviário

Este veículo de 124 toneladas era propulsionado por um motor à gasolina Daimler-Benz MB 503 A, de 12 cilindros e de refrigeração líquida, ou por um motor á diesel Daimler-Benz MB 507 C, de refrigeração líquida e de 12 cilindros, mas que era somente usado para direcionar o veículo (o cano do canhão tinha apenas 4 graus de deslocamento lateral para cada lado), visto que os motores tinham somente uma velocidade máxima de apenas 10km/h. Para distâncias maiores, o morteiro era desmontado com uma grua especial móvel de 35 toneladas e em sete partes. O chassi era carregado numa zorra (transportes) Culemeyer-Strassenroller de seis eixos.

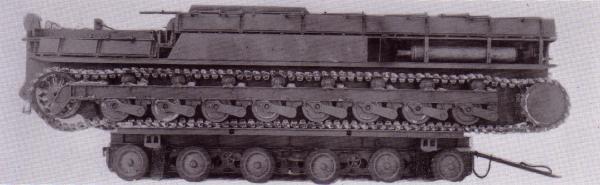
Um Karl-Gerät pronto para transporte numa zorra Culemeyer-Strassenroller

As outras partes da arma que eram mais leves, eram carregadas em reboques de quatro eixos. Se a zorra carregada com o chassi tivesse de atravessar uma ponte, essa tarefa não era realizada. Teria de descarregar o chassi que atravessaria conduzido pelos seus próprios meios de propulsão. Se a arma tivesse de percorrer grandes distâncias em carris, era transportada numa variante de um vagão Schnabel; todo o chassi estava pendurado entre dois braços giratórios montados num enorme pedestal fixo em truques de cinco eixos. Quando chegava ao seu destino, a arma era retirada dos seus braços de apoio e dirigida à localização de disparo pretendida. Em seguida, o chassi era assente no chão para distribuir as forças de coice mais uniformemente preparando-a para o disparo. O Karl-Gerät provou não ter qualquer problema ao deslocar-se sobre o solo firme, mas não era permitido deslocar-se em solo macio. Como o obus precisava de estar apoiado no solo, o solo teria de ser preparado e nivelado previamente, bem como o percurso até à zona de tiro. A arma só podia ser carregada com o cano em elevação 0º, por isso teria de ser novamente apontada entre cada tiro.

### Características automotivas
As variantes do Karl-Gerät utilizavam dois tipos diferentes de transmissão, motores e sistema de suspensão num conjunto de várias combinações. A tabela abaixo descreve como cada veículo foi equipado. Depois de Maio de 1944, os motores a gasolina foram substituídos por motores diesel. Pouca informação está disponível para Nr. VII, o modelo experimental e os dados seguintes devem ser considerados como não confirmados.
| No.                       | I                    | II                        | III                  | IV                  | V                         | VI                        | VII                  |
| ------------------------- | -------------------- | ------------------------- | -------------------- | ------------------- | ------------------------- | ------------------------- | -------------------- |
| Ausf.                     | 1                    | 2                         | 3                    | 3                   | 4                         | 5                         | 6                    |
| Motor                     | MB 503 A             | MB 503 A                  | MB 507 C             | MB 507 C            | MB 507 C                  | MB 503 A                  | MB 503 A             |
| Transmissão               | 4-velocidades Ardelt | 3-velocidades Voith Turbo | 4-velocidades Ardelt | 4-velocidade Ardelt | 3-velocidades Voith Turbo | 3-velocidades Voith Turbo | 4-velocidades Ardelt |
| Velocidade                | 10 km/h              | 10 km/h                   | 6 km/h               | 6 km/h              | 6 km/h                    | 6 km/h                    | 6 km/h               |
| Autonomia                 | 42 km                | 42 km                     | 60 km                | 60 km               | 60 km                     | 42 km                     | 42 km                |
| Rodas                     | 8 borracha           | 8 borracha                | 11 aço               | 11 aço              | 11 aço                    | 11 aço                    | 11 aço               |
| Amortecedores             | 8 borracha           | 8 borracha                | 6 borracha           | 6 borracha          | 6 borracha                | 6 borracha                | 6 borracha           |
| Barras de torção          | 2600 mm              | 2600 mm                   | 2115 mm              | 2115 mm             | 2115 mm                   | 2115 mm                   | 2115 mm              |
| Largura da lagarta        | 170 mm               | 170 mm                    | 250 mm               | 240 mm              | 240 mm                    | 240 mm                    | 240 mm               |
| Elos da lagarta           | 133                  | 133                       | 94                   | 94                  | 94                        | 94                        | 94                   |
| Dentes da roda propulsora | 17                   | 17                        | 12                   | 12                  | 12                        | 12                        | 12                   |

### Munições

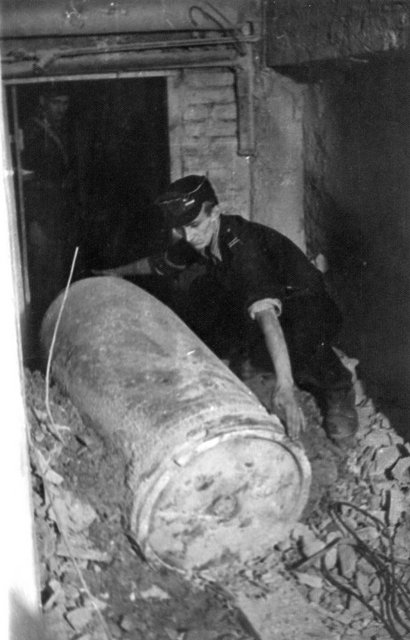
Munição não detonada durante a Revolta de Varsóvia

As munições pesadas originais de 60cm (schwere betongranate) provocavam uma cratera de 15 metros de largura e de 5 metros de profundidade. Para alcançar maior distância, era usada a munição ligeira anti-bunker 040 (leichte betongranate) introduzida em 1942. Testes para a munição de 54cm só foram conseguidos no final de 1944 e não foram utilizadas antes dessa altura. A munição original de 60cm, não tinha nenhuma designação além do nome. O número de cada obus, era adicionado às novas munições produzidas.
| Munição                                                | Calibre | Peso      | Peso do explosivo | Velocidade do projéctil | Alcance máximo | Penetração         |
| ------------------------------------------------------ | ------- | --------- | ----------------- | ----------------------- | -------------- | ------------------ |
| Munição pesada anti-bunker (schwere Betongranate)      | 60cm    | 2170kg    | 289kg             | 220m/s                  | 4320m          | 2,5m de betão      |
| Munição ligeira anti-bunker 040 (leichte Betongranate) | 60cm    | 1700kg    | 220kg             | 283m/s                  | 6440m          | 2,5m de betão      |
| Munição ligeira anti-bunker 041 (leichte Betongranate) | 54cm    | 1250kg    | sem dados         | 378m/s                  | 10060m         | 3m a 3,5m de betão |
| Munição detonante 041 (Sprenggranate)                  | 54cm    | sem dados | sem dados         | sem dados               | sem dados      | sem dados          |

### Em Combate

#### 1941
A 3 de Janeiro de 1941, foi criada nos campos de treino de Bergen-Hohne, a Bateria Pesada 833 (schwere Batterie), tendo sido ordenada prontidão para combate para 15 de Fevereiro de 1941 e em Abril de 1941 foi expandida para Batalhão de Artilharia Pesada 833 (schwere Artillerie Bataillon). A Bateria 833, foi designada como a primeira bateria do novo batalhão e foi também formado uma segunda bateria, sendo constituídas por dois obuses Karl-Gerät cada uma com ordens para ficarem prontas para combate em 1 de Maio de 1941 em preparação para a “Operação Barbarossa”. 

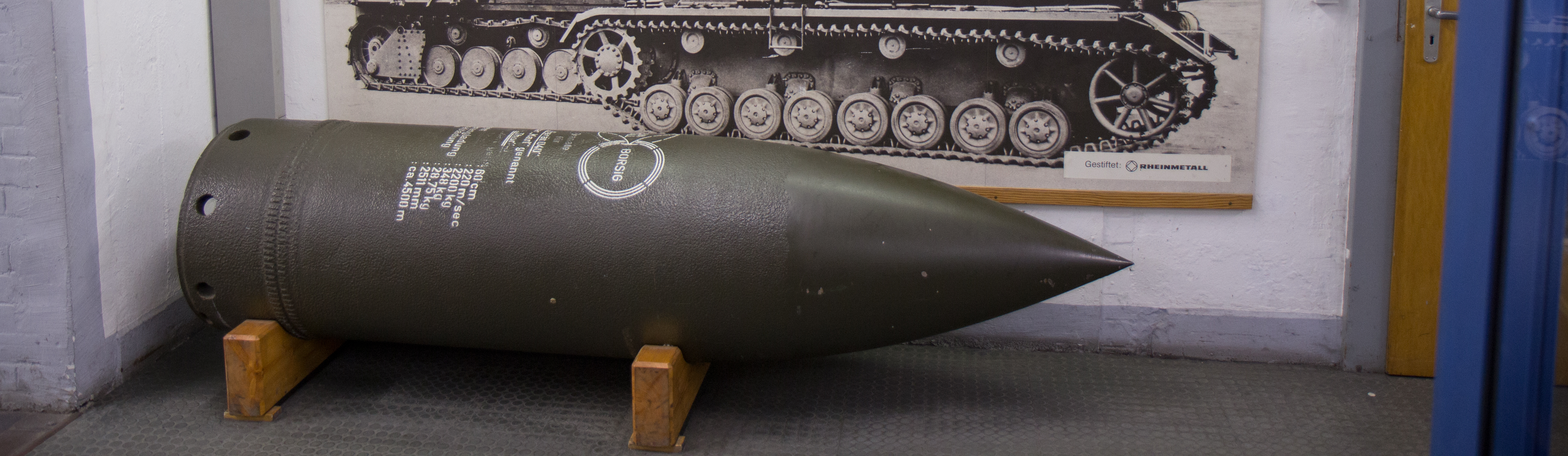
Munição 60cm

No princípio só uma bateria foi mobilizada contra a fortaleza Soviética de Brest-Litovsk, mas foi remobilizada quando a outra bateria foi ordenada em atacar as fortificações de fronteira perto de Lviv. A primeira bateria foi integrada no IV Corpo do 17º Exército do Grupo de Exércitos Sul perto de Lviv enquanto a segunda bateria integrou o apoio do ataque do 4º Exército do Grupo de Exércitos Centro contra a fortaleza de Brest. Foram atribuídas às baterias 60 e 36 munições respectivamente. 
Pouco se sabe da operacionalidade da primeira bateria à exepção do relatório do IV Corpo em 23 de Junho que dizia que a bateria já não seria necessária e que já não estaria operacional devido a deficiências técnicas. Os obuses da segunda bateria tiveram alguns problemas de montagem, problemas no mecanismo eléctrico de disparo e de munições inadequadas, nada de surpreendente para a estreia em combate do Karl-Gerät, mas que ainda assim realizou 31 disparos das 36 munições disponíveis até 24 de Junho. O Grupo de Exércitos Centro, ordenou a retirada do batalhão que foi reformado com 8 obuses "21 cm Mörser 18" a 6 de Agosto de 1941.

#### 1942
Na preparação do ataque a Sebastopol agendado para o início do Verão, o Batalhão de Artilharia Pesada 833 (schwere Artillerie Bataillon 833) foi ordenado, em 28 de Fevereiro de 1942, para formar uma bateria Karl-Gerät constituída por 3 obuses, sendo dois deles “Thor” e “Odin”. As posições de tiro de cada obus tiveram de ser camufladas com escavações de 15m de comprido, 10m de largo e 3m de profundidade, para minimizar os danos provocados por uma contra-ofensiva soviética, antes de assumirem as suas posições. 
A 20 de Maio deste ano, o 11º Exército reportou que todos os três obuses Karl-Geräte se encontravam na linha da frente com um total de 72 munições pesadas e 50 ligeiras, todas elas anti-bunker. O LIV Corpo do Exército reportou que 19 munições pesadas foram disparadas entre 2 e 6 de Junho, 54 em 8 de Junho e todas as 50 munições ligeiras foram disparadas entre 8 e 13 desse mês. Até antes do fim desse mês chegariam à bateria, mais 29 munições pesadas e 50 ligeiras. Todas as munições ligeiras foram disparadas no dia 30 e as restantes pesadas no dia seguinte.
Muitas destas munições foram disparadas contra as torres blindadas dos canhões navais de 305mm da bateria de defesa costeira Maxim Gorkii, que no entanto, surtiram pouco efeito já que uma das torres ficou encravada e possivelmente todas elas ficariam sem eletricidade, problemas estes quer eram prontamente resolvidos. Fizeram um pouco mais de danos na estrutura de cimento que suportava as torres dos canhões navais e no centro de comando localizado a 600m (chamado de "Bastião dos Alemães").
A 19 de Julho, foi ordenada à bateria para embarcar os seus obuses para Hillersleben, para remodelação. Uma munição por detonar, foi capturada pelos soviéticos e encaminhada para Moscovo para análise.

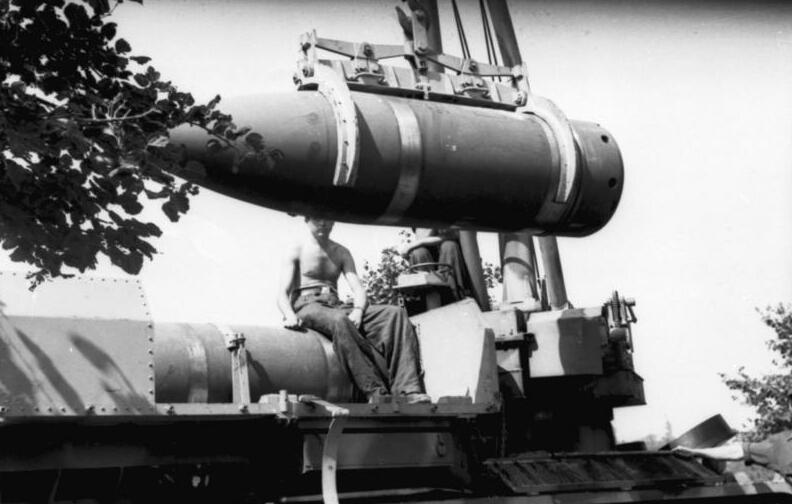
Munição na grua de carregamento

A 7 de Julho, foi ordenada ao Batalhão de Artilharia Pesada 833, a formação de outra bateria com um ou dois obuses Karl-Geräte, tendo sido cumprida a 15 de Agosto sob o nome de Bateria Pesada 628 (schwere Batterie 628) com dois obuses mas com pessoal suficiente para operar três. 
Em 22 de Julho o Alto Comando do Exército Alemão (OKH- Oberkommando des Heeres) lançou uma ordem para mobilizar a bateria para o Grupo de Exércitos Norte para apoiar a ofensiva contra Leningrado ("Operação Georg"  (Unternehmen Georg)). A "Georg" planeou a participação da Bateria Pesada 628, com 3 obuses, presumidamente com dois operacionais e o outro em reserva. O Grupo de Exércitos Norte reportou a chegada da bateria nos dias 1 e 2 de Setembro de 1942, mas a "Georg" foi antecipada devido aos pesados ataques dos soviéticos contra as tropas alemãs que cercavam Leningrado, o que deixou os 3 Karl-Geräte fora da ofensiva.
A 18 de Outubro o OKH ordenou que o 11º Exército transferisse a bateria o quanto antes para Leipzig, mas o 11º Exército, pediu para mantê-la para ser usada numa nova versão da "Georg" que começaria no final desse mês. A “nova Georg" foi adiada no fim desse mês e cancelada mais tarde.
Seria planeado uma nova ofensiva com nome de código "Fogo Mágico" (Feuerzauber) em que seria envolvida a bateria, mas esta operação também seria cancelada depois do cerco soviético ás tropas alemãs em Estalinegrado. O OKH retirou a bateria a 4 de Dezembro de 1942 quando estava claro que não teria missão a cumprir.

#### 1943
A 4 de Maio de 1943, o OKH Ordenou que fosse criado um Batalhão de Artilharia Pesada Karl-Geräte usando os veículos e equipamento da Bateria de Artilharia Pesada 628. Esta ficaria como a primeira bateria do novo batalhão sendo a outra bateria totalmente criada desde do nada em 15 de Maio e seria o quartel-general do batalhão. 
Cada bateria teria dois obuses Karl-Geräte, havendo um quinto em reserva.
O 18º Exército tinha planos para usar um obus contra a “cabeça-de-ponte de Oranienbaum”, a Oeste de Leningrado, durante o Verão de 1943, mas foi ordenado que o batalhão fizesse regressar os seus obuses Karl-Geräte a Leipzig a 8 de Agosto. Tal como o 833º Batalhão, também este seria remodelado com oito obuses pesados "21 cm Mörser 18" através de uma ordem de 29 de Agosto de 1943 com efeito a 10 de Setembro do mesmo ano. Na mesma data foi formado uma "Unidade para os Karl-Geräte" (Kommando für Karl-Geräte) encarregue da manutenção dos Karl-Geräte, tendo sido renomeada, em 2 de Junho de 1944, como "Unidade para Equipamento Especial de Batalhão de Artilharia Pesada (motorizado) 628" (Kommando für Sonder-Gerät des schwere Artillerie-Abteilung 628 (mot.)).

#### 1944

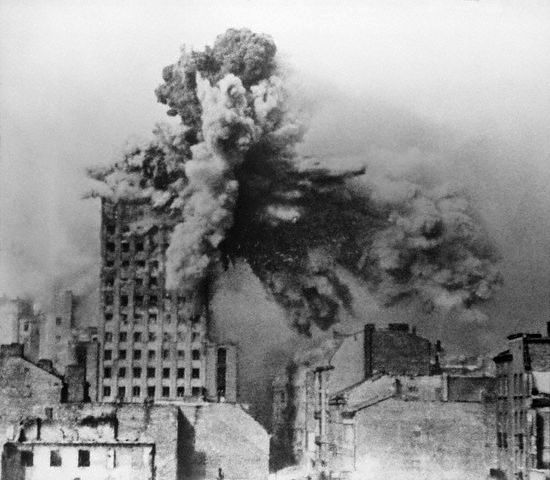
28 de Agosto, Edifício atingido por um disparo de um Karl-Gerät

A 13 de Agosto de 1944, foi dada a ordem para que fosse rapidamente criada uma bateria com um obus Karl-Gerät de 54cm e mobilizado para o 9º Exército para participar na repressão da Revolta de Varsóvia. No dia seguinte, a Unidade para Equipamento Especial (Kommando für Sonder-Gerät) formou a Bateria de Artilharia do Exército 638 (estática) (Heeres-Artillerie Batterie (bodenständige)) com o Karl-Gerät nº VI “Ziu” de 60cm visto que não estava disponível nenhum obus de 54cm e ainda não se tinha realizado um plano de tiro. Chegou à estação ferroviária de Varsóvia Oeste na manhã do dia 17 de Agosto de 1944, sem munições que só chegariam na manhã seguinte.
A 24 de Agosto de 1944, o OKH reparou que os obuses tinham tido muito sucesso no combate e mobilizou outro Karl-Gerät para Varsóvia. Foi formada pela Unidade para Equipamento Especial alguns dias depois, uma segunda bateria com o número 428, que chegaria à estação ferroviária de Varsóvia Oeste no princípio da tarde de 7 de Setembro desse ano. Um terceiro obus Karl-Gerät 040 foi enviado para Varsóvia a 10 de Setembro incorporando a Bateria 428. O “Ziu” precisava de reparações e foi retirado para Jüterbog a 22 de Setembro. A 25 de Setembro seria enviado um quarto Karl-Gerät para Varsóvia.

#### 1945
Pouco se sabe sobre a actividade dos obuses no combate de Varsóvia mas o Karl-Gerät nº II foi danificado por uma bomba e foi retirado para Jüterbog a 6 de Janeiro, tendo sido reparado com peças do Karl-Gerät nº I em 3 de Fevereiro. O Karl-Gerät nº IV também foi danificado por vários impactos de projécteis anti-tanque, tendo chegado a Jüterbog a 31 de Janeiro. O Karl-Gerät nº VI ainda estava na frente de combate a 19 de Janeiro o nº V seria modificado para obus 54cm e o seu motor reconstruido.
A Bateria 628 foi inicialmente ordenada para se mobilizar para a "Frente Vistula" a 7 de Março foi a ordem seria revogada a 11 de Março e seria mobilizada para Oeste para a zona de Remagen. O Alto Comando das Forças Armadas alemãs (OKW - Oberkommando der Wehrmacht) reportou que 14 projécteis  tinham sido disparados contra a cabeça-de-ponte de Remagen a 20 de Março de 1945. A Bateria 428 também foi mobilizada para Oeste e serviu no sector do 1º Exército.
Um relatório de situação com data de 22 de Março, informa que os obuses Karl-Gerät nº I e IV ainda estariam em Jüterbog sendo o nº I convertido em 040 o nº IV ainda a ser convertido em 041. Os Karl-Gerät nº II e V foram mobilizados para a frente de combate a 10 e 11 de Março respectivamente. O Karl-Gerät nº VI retornou a Jüterbog com danos no motor e nº III foi destruído salvando-se somente a culatra. O Karl-Gerät nº VII não estaria operacional por falta de peças.
A Bateria 628 seria debandada a 11 de Abril e o seu pessoal incorporado na Bateria 428, mas é pouco provável que qualquer uma delas tenha entrado em acção exepto nas defesas locais.

## Final

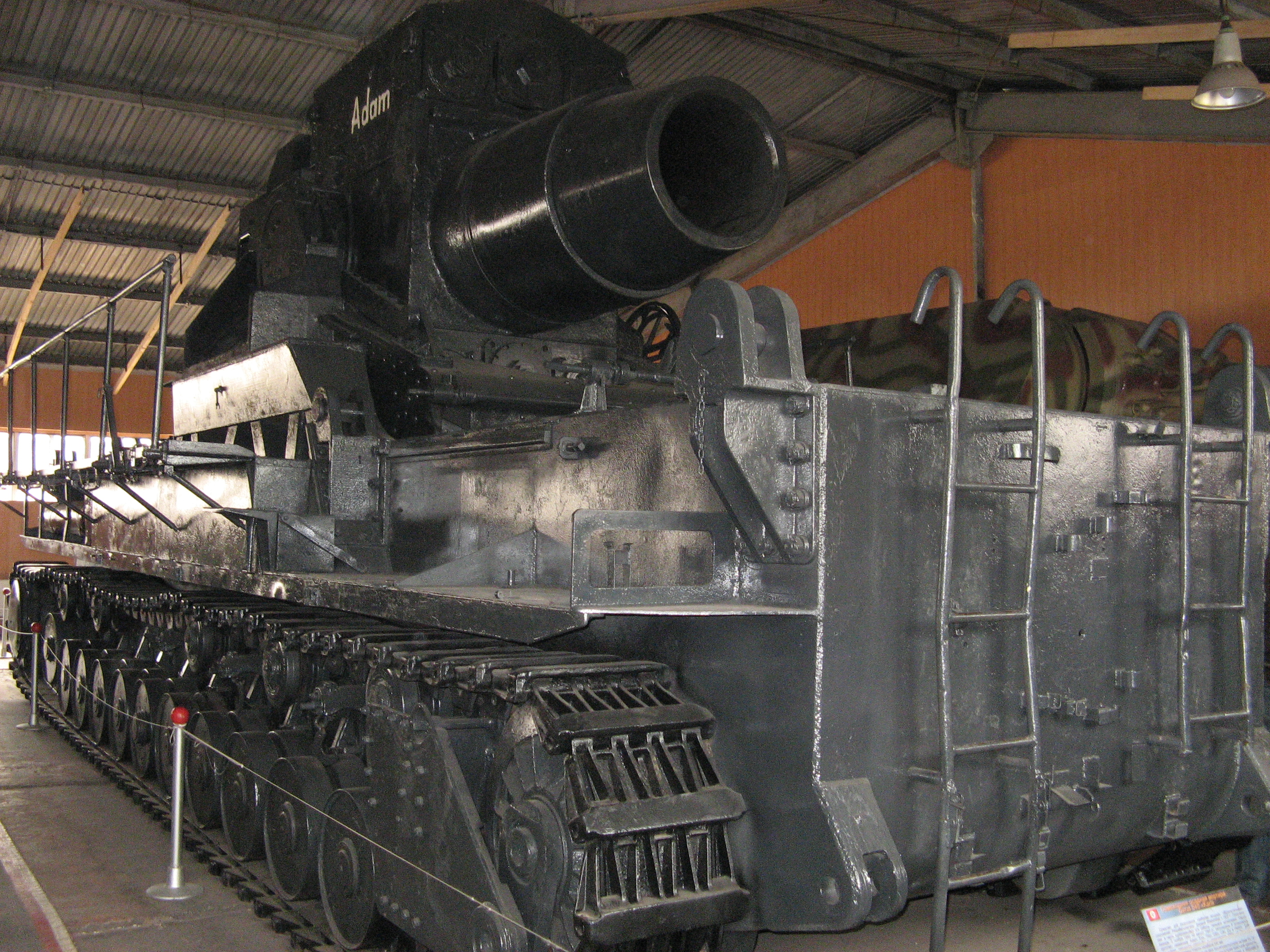
Karl-Gerät no Museu do Tanque de Kubinka, Russia

Em 1945, os obuses nº II ("Eva") e n º V ("Loki") foram capturados por tropas norte-americanas entre 21 de Março e 11 de Abril. O nº VII, o obus de teste, foi capturado pelas forças norte-americanas em Hillersleben e enviado para Aberdeen Proving Ground nos Estados Unidos da América, sendo mais tarde desmantelado. O obus nº VI "Ziu" foi capturado pelo Exército Vermelho, provavelmente quando conquistaram Jüterbog a 20 de Abril de 1945 e está exposto no Museu de Tanques de Kubinka, embora marcado como n ° I "Adam". O obus nº IV "Odin" também foi capturado pelo Exército Vermelho. O destino dos obuses nº I "Adam" e nº III "Thor" é desconhecido, sendo provável que tenham sido capturados pelo Exército Vermelho, já que a sua última localização conhecida foi Jüterbog.